# Chthonius carinthiacus
Chthonius carinthiacus är en spindeldjursart som beskrevs av Beier 1951. Chthonius carinthiacus ingår i släktet Chthonius och familjen käkklokrypare. Inga underarter finns listade i Catalogue of Life.